# Unione del Popolo Russo
L'Unione del Popolo Russo in russo Союз русского народа) era una organizzazione conservatrice e monarchica del tempo dell'Impero russo esistita tra il 1905 e il 1917.